# Björn Bedey
Björn Bedey (* 1968 in Bad Oldesloe) ist ein deutscher Verleger und Herausgeber.

## Leben und Werk
Bedey studierte Politik, Wirtschaftswissenschaften und Pädagogik. Die verlegerische Tätigkeit entwickelte sich über viele Jahre. Seine 1996 gegründete Diplomarbeiten-Agentur ging 2001 in dem neu gegründeten Diplomica-Verlag auf, die Fachbücher und wissenschaftliche Bücher über den klassischen Buchhandel vertreibt. Mit dem acabus Verlag wurde 2008 ein Imprint für Belletristik und Sachbuch gegründet. 2009 wurde der Igel-Verlag übernommen und der Imprint disserta Verlag gegründet. Der Severus Verlag wurde 2010 gegründet und legt nun überarbeitete Biographien und Sachbücher neu auf. Das Imprint Bachelor + Master Publishing wurde für die neuen Abschlussarbeiten ebenfalls im Jahr 2010 gegründet. Das internationale Imprint Anchor Academic Publishing wurde 2012 ins Leben gerufen. Im selben Jahr beteiligte sich die Münchener K5 Publishing Group am Diplomica-Verlag. Die Talos Media Services realisiert seit 2013 individuelle Buch- und Medienprojekte. Gemeinfreie Klassiker von Goethe bis Schiller werden seit 2014 im fabula Verlag verlegt.
Seine Tätigkeit als Schriftsteller und Herausgeber umfasst mittlerweile eine ganze Reihe von Veröffentlichungen in klassischen Publikumsverlagen.

### Werke
Sachbücher
- Ansichten des Hamburger Hafens aus dem 20. Jahrhundert. SEVERUS Verlag, Hamburg 2017, ISBN 978-3-95801-576-0.
- Björn Bedey, Ernst Heinrich Wichmann: Geschichte Hamburgs in alten Darstellungen. SEVERUS Verlag, Hamburg 2015, ISBN 978-3-95801-375-9.
- als Herausgeber: Andreas Hinners: Progressive Rock. Musik zwischen Kunstanspruch und Kommerz. Tectum Wissenschaftsverlag, Marburg 2005, ISBN 3-8288-8942-5.
- als Herausgeber: Frank Reichelt: Das System des Leistungssports in der DDR. Struktur und Aufbau. Tectum Wissenschaftsverlag, Marburg 2005, ISBN 3-8288-8965-4.

Biographien
- als Herausgeber: Herman Grimm: Goethe. Eine Biographie. SEVERUS Verlag, Hamburg 2015, ISBN 978-3-95801-328-5.
- als Herausgeber: Leopold Klatscher: Bertha von Suttner, die „Schwärmerin“ für Güte. Biographie. SEVERUS Verlag, Hamburg 2015, ISBN 978-3-95801-333-9.
- als Herausgeber: Hans Mackowsky: Michelangelo. Leben und Werk. SEVERUS Verlag, Hamburg 2014, ISBN 978-3-86347-991-6.

Fachbücher
- Vergleich des relationalen und objektorientierten Datenmodells zur Speicherung von Daten für die Produktentwicklung. Hamburg 1998, ISBN 3-8386-1000-8.
- Erscheinungsformen von Konflikten in Unternehmen mit Teamorganisation und Möglichkeiten der Konfliktlösung. Unter wirtschaftspädagogischem Aspekt. Hamburg 1996, ISBN 3-8386-0001-0.